# Robert de Bourgogne (1300-1317)
Pour les articles homonymes, voir Robert de Bourgogne et Robert d'Artois.
Robert de Bourgogne, ou Robert d'Artois, né vers 1300 et mort le 3 ou 4 septembre 1317 à Paris, est le fils d'Othon IV de Bourgogne et de Mahaut d'Artois. Il appartient à la maison de Chalon.

## Biographie
Né aux alentours de 1300, Robert de Bourgogne est le seul fils d'Othon IV de Bourgogne et de Mahaut d'Artois. Prénommé en hommage à son grand-père maternel Robert II d'Artois, il n'est pourtant pas destiné à hériter des comtés de Bourgogne ou d'Artois, qui doivent revenir à sa sœur aînée Jeanne. En effet, par un accord signé le 2 mars 1295 à Vincennes, Otton IV de Bourgogne offre sa fille en mariage à Philippe, le deuxième fils de Philippe IV le Bel, et lui accorde une dot comprenant toutes ses possessions bourguignonnes, le comté d'Artois ne devant lui revenir qu'après les décès de son grand-père maternel Robert II et de sa mère Mahaut. En échange, Otton IV reçoit 100 000 livres et une rente viagère de 10 000 livres afin de pallier ses sempiternels soucis pécuniaires.
Le jeune Robert se retrouve dès lors déshérité avant de naître. D'ailleurs, son père semble pris de regrets à la naissance de celui qui aurait dû être son héritier avant la signature du traité de Vincennes et tente de réparer cette injustice en le désignant comme son hoir universel dans son testament, rédigé le 13 septembre 1302. Mais Otton IV de Bourgogne meurt dès le 17 mars 1303 lors d'une escarmouche contre les Flamands et sa disparition prive le jeune garçon de tout soutien face aux ambitions du roi de France. Ce dernier, afin d'empêcher qu'on abuse du nom et de la personne de cet enfant comme d'un prétendant légitime à l'héritage de son père, obtient d'ailleurs de Mahaut d'Artois qu'elle lui confie la garde de son seul fils et le lui envoie à Paris pour qu'il puisse l'éduquer selon ses souhaits.
Toutefois, Philippe IV le Bel respecte l'engagement qu'il a fait à Mahaut d'Artois et accepte le 8 mai 1306 de fiancer Robert de Bourgogne à Aliénor, la plus jeune fille d'Édouard Ier d'Angleterre qui vient de naître seulement quatre jours auparavant. En vertu du contrat de mariage, le roi d'Angleterre s'engage le 31 août 1306 dans une charte à verser une prestigieuse dot de 10 000 marcs pour sa fille, ainsi que 5 000 autres marcs dans les deux années à venir pour assurer son futur train de vie auprès de son fiancé. Quelques semaines plus tard, le 4 octobre, le pape Clément V valide le contrat de mariage et accorde la dispense permettant l'union de Robert et d'Aliénor. Malheureusement, Aliénor s'éteint peu avant le 28 août 1311 au prieuré d'Amesbury, ce qui met abruptement fin au projet de mariage.
Robert de Bourgogne meurt lui-même le 3 ou 4 septembre 1317 à l'hôtel d'Artois à Paris, quelques mois après la montée sur le trône de son beau-frère Philippe V le Long, et est inhumé dans l'église des Cordeliers de Paris,, avant que son tombeau ne soit transféré en la nécropole royale de la basilique de Saint-Denis au XIXe siècle. Sa mort est mise à profit par les adversaires de sa mère Mahaut d'Artois : ainsi, son cousin Robert III d'Artois requiert de Philippe V qu'il revienne sur l'héritage du comté d'Artois en sa faveur, tout en confirmant à son épouse Jeanne celui de Bourgogne. Néanmoins, il est débouté dès l'année suivante de ses prétentions sur l'Artois et, à la mort de Mahaut en 1329, Jeanne II de Bourgogne hérite également du comté d'Artois en vertu du traité de Vincennes de 1295.